# Teodoro Sigritsa
Teodoro Sigritsa (en búlgaro: Теодор Сигрица, m. 924) fue un comandante militar y noble búlgaro, kavján (primer ministro) del emperador Simeón I el Grande (893-927).
En 895 dirigió una delegación a Constantinopla para el intercambio de prisioneros y cautivos entre Bulgaria y Bizancio. En 913, después de negociaciones arduas y prolongadas, Teodoro elaboró la predisposición para la paz que incluía la coronación de Simeón como emperador de los búlgaros. Participó en una exitosa campaña contra los serbios en 917, pero en 924, él y Marmais, liderando un pequeño ejército, fueron emboscados por los serbios y murieron. Su muerte causó la aniquilación del estado serbio y su reducción a una provincia búlgara en el mismo año.